# 廣州灣公使

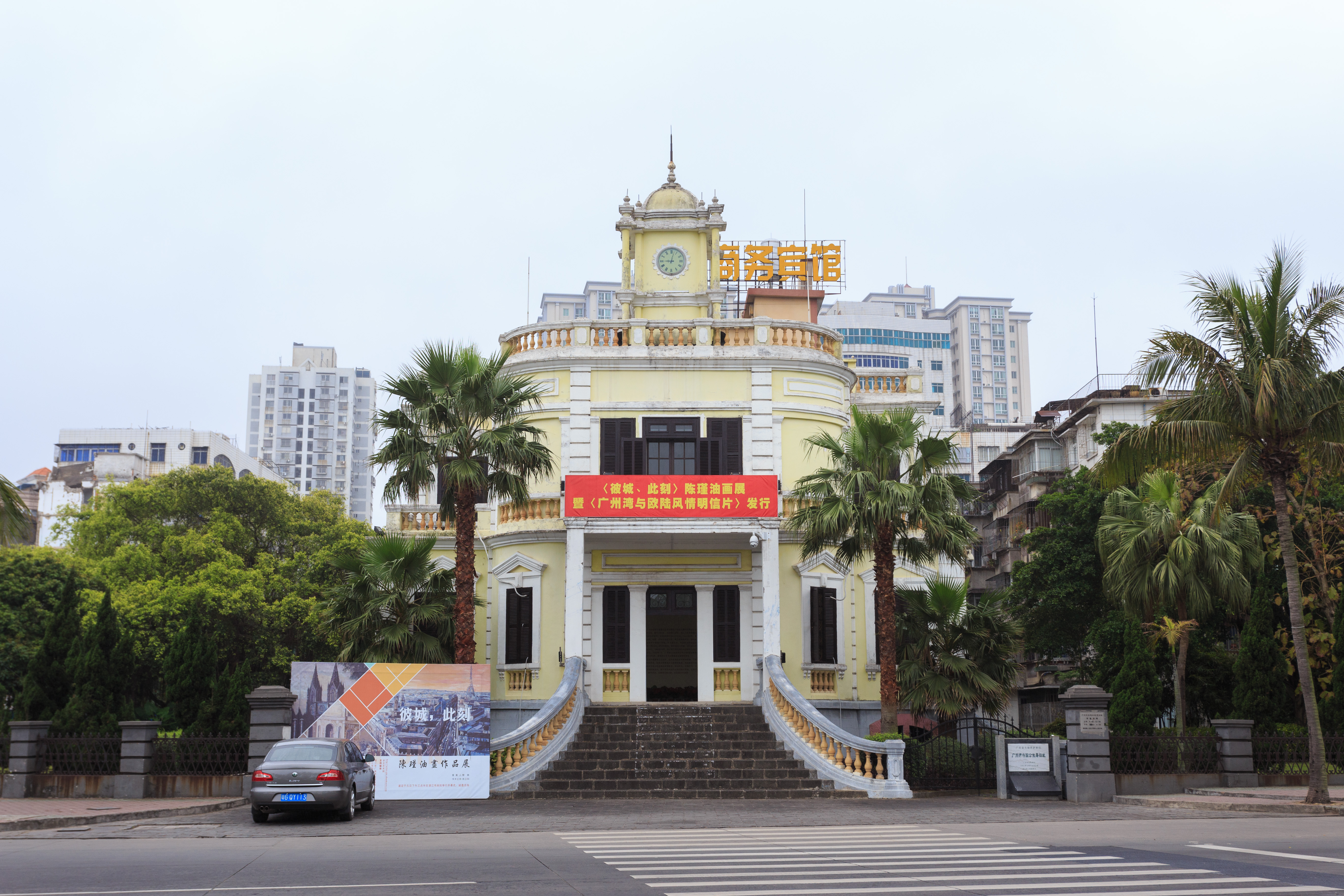
广州湾法国公使署

廣州灣公使（法語：Territoire de Kouang-Tchéou-Wan），是法屬印度支那殖民政府的一個官職名。
法國軍艦白瓦號進入廣州灣一帶避風，發現該處為深水良港，向法國政府建議殖民當地。1898年4月9日，法国提出照会租借广州湾，次日得到了总理衙门的同意。4月22日，法军以接受租地为名，于广州湾登陆。
1899年11月法国胁迫清廷签订不平等《中法互订广州湾租界条约》，将遂溪、吴川两县属部分陆地、岛屿以及两县间麻斜海湾（今湛江港）划为法国租借地，统称“广州湾”，納入法属印度支那联邦范围，设广州湾行政总公使署，派專員（Commissaire）管治，受北圻統使节制。之后广州湾公使直接受法属印度支那总督的节制。
1945年3月，駐越日軍發動三九政變推翻法屬印度支那政府，廣州灣公使一職廢設。至1945年，法國根據《中华民国国民政府与法国临时政府交接广州湾租借地条约》交还廣州灣，廣州灣公使一職被裁撤。

## 廣州灣公使列表
| 远东海军司令（1898年 - 1900年）               | 远东海军司令（1898年 - 1900年） | 远东海军司令（1898年 - 1900年） | 远东海军司令（1898年 - 1900年） | 远东海军司令（1898年 - 1900年） |
| 姓名                                          | 姓名原文                        | 任期                            | 职务等级                        | 备注                            |
| --------------------------------------------- | ------------------------------- | ------------------------------- | ------------------------------- | ------------------------------- |
| 高礼睿（查尔斯·路易斯·蒂博尔德·库尔瑞斯）     |                                 | 1898年 - 1900年                 |                                 | 通常不视为公使                  |
| 高级指挥官（1898年6月29日 - 1900年1月27日）   |                                 |                                 |                                 |                                 |
| 福德·杜基吐鲁英                               |                                 | 1898年4月22日 - 1898年6月29日   | 舰长兼司令                      |                                 |
| 菲律伯笛卡儿                                  |                                 | 1898年6月29日 - 1898年9月7日    | 舰长兼司令                      |                                 |
| 麦基·杜基吐鲁英                               |                                 | 1898年9月7日 - 1898年12月25日   | 舰长兼司令                      |                                 |
| 潘尼菲                                        |                                 | 1898年12月25日 - 1899年12月20日 | 舰长兼舰队参谋长                |                                 |
| 马露                                          |                                 | 1899年12月20日 - 1900年1月27日  | 海军陆战团团长                  |                                 |
| 廣州灣公使（1900年2月 - 1945年3月10日）       |                                 |                                 |                                 |                                 |
| 亚利卑                                        |                                 | 1900年2月 - 1902年3月           | 一等民政官总公使                |                                 |
| 壁治                                          |                                 | 1902年3月 - 1902年12月          | 殖民地退休一等民政官公使        | 代理                            |
| 亚利卑                                        |                                 | 1902年12月 - 1905年7月          | 一等民政官总公使                |                                 |
| 高特黎                                        |                                 | 1905年7月 - 1906年3月           | 殖民地三等民政官                |                                 |
| 杜蒙                                          |                                 | 1906年3月 - 1906年9月           | 四等民政官公使                  | 代理                            |
| 高特黎                                        |                                 | 1906年9月 - 1908年9月           | 殖民地三等民政官                |                                 |
| 石主那                                        |                                 | 1908年9月 - 1908年11月          | 一等民政官总公使                |                                 |
| 沙发赖尼尔                                    |                                 | 1908年12月 - 1910年5月          | 殖民地三等民政官                |                                 |
| 沙拉啤尔                                      |                                 | 1910年7月 - 1912年1月           | 一等民政官总公使                |                                 |
| 继逸                                          |                                 | 1912年1月 - 1915年3月           | 一等民政官总公使                |                                 |
| 郎这利耶·啤利维                               |                                 | 1915年3月 - 1915年5月           | 二等民政官总公使                |                                 |
| 络尼埃                                        |                                 | 1915年5月 - 1917年5月           | 一等民政官总公使                |                                 |
| 维亚地                                        |                                 | 1917年12月 - 1919年1月          | 三等民政官公使                  | 代理                            |
| 靠鲁弟美                                      |                                 | 1919年1月 - 1922年3月           | 一等民政官总公使                |                                 |
| 布朗沙地拉布呵图                              |                                 | 1922年3月 - 1922年10月          | 一等民政官总公使                |                                 |
| 基尔民                                        |                                 | 1922年10月 - 1922年12月         | 一等民政官副公使兼总务司        |                                 |
| 靠鲁弟美                                      |                                 | 1922年12月 - 1923年4月          | 一等民政官总公使                |                                 |
| 格司尼尔                                      |                                 | 1923年4月 - 1925年12月          | 一等民政官总公使                |                                 |
| 布朗沙地拉布呵图                              |                                 | 1925年12月 - 1926年12月         | 二等民政官高级派驻官            |                                 |
| 摩亚司                                        |                                 | 1926年12月 - 1927年5月          | 一等民政官副公使兼总务司        |                                 |
| 拉拱比                                        |                                 | 1927年5月 - 1927年7月           | 一等民政官总公使                | 代理                            |
| 黎伟                                          |                                 | 1927年7月 - 1929年4月           | 二等民政官高级派驻官            |                                 |
| 善惠施                                        |                                 | 1929年4月 - 1929年11月          | 一等民政官总公使                | 代理                            |
| 善惠施                                        |                                 | 1929年11月22日 - 1931年2月12日  | 实任三等高级派驻及本地区总管    |                                 |
| 博烈德                                        |                                 | 1931年2月12日 - 1931年12月10日  | 一等民政官总公使                | 代理                            |
| 善惠施                                        |                                 | 1931年12月10日 - 1932年3月12日  | 三等民政官高级派驻官            |                                 |
| 维耶司埃                                      |                                 | 1932年3月12日 - 1932年4月21日   | 三等民政官总公使兼总务司        |                                 |
| 查贝怡                                        |                                 | 1932年4月21日 - 1933年10月25日  | 一等民政官总公使                |                                 |
| 达拉麻尔                                      |                                 | 1933年10月25日 - 1934年6月30日  | 一等民政官总公使                |                                 |
| 第打司特                                      |                                 | 1934年7月1日 - 1936年6月16日    | 一等民政官总公使                |                                 |
| 沙拉布                                        |                                 | 1936年6月16日 - 1937年5月27日   | 一等民政官总公使                |                                 |
| 罗庇和斯                                      |                                 | 1937年5月27日 - 1941年6月1日    | 一等民政官总公使                |                                 |
| 路易·马迪                                     |                                 | 1941年6月1日 - 1942年4月9日     | 一等民政官总公使                |                                 |
| 杜美                                          |                                 | 1942年4月9日 - 1943年           | 一等民政官总公使                |                                 |
| 爱德里安·罗克斯                               |                                 | 1943年 - 1945年3月10日          |                                 | 不被普遍承认                    |
| 日本軍事佔領（1945年3月10日 - 1945年8月18日） |                                 |                                 |                                 |                                 |
| 勝田直吉                                      |                                 | 1945年3月10日 - 1945年8月18日   |                                 | 日本駐廣州灣領事                |
| 廣州灣公使（1945年8月18日 - 1945年12月11日）  |                                 |                                 |                                 |                                 |
| 爱德里安·罗克斯                               |                                 | 1945年8月18日 - 1945年12月11日  |                                 | 最后的廣州灣公使                |

## 外部連結
- Former Foreign Colonies and Major Concessions in China （页面存档备份，存于）（英文）